# Brie Rippner
Aubrie Rippner (Los Angeles, 21 januari 1980) is een voormalig tennisspeelster uit de Verenigde Staten van Amerika. Zij begon op zesjarige leeftijd met tennis. Zij speelt rechtshandig en heeft een tweehandige backhand. Zij was actief in het proftennis van 1997 tot en met januari 2003.

## Loopbaan
Rippner werd in 1995 nationaal jeugdkampioen in de Verenigde Staten. In 1995 speelde zij haar eerste grandslampartij, op het US Open. Op Wimbledon 1997 bereikte zij de meisjesenkelspelfinale, die zij verloor van Cara Black.
In 1997 bereikte Rippner voor het eerst een finale, op het ITF-toernooi van Delray Beach – deze verloor zij van landgenote Tara Snyder. De week erna won zij haar eerste titel, op het ITF-toernooi van San Antonio – in de finale versloeg zij de Kroatische Maja Murić. In totaal won zij vier ITF-titels in het enkelspel en zeven in het dubbelspel.
Haar beste grandslamresultaat is de derde ronde van Wimbledon in 2000. Haar hoogste notering op de WTA-ranglijst is de 57e plaats, die zij bereikte in augustus 1999.
Na haar profcarrière werd zij tennistrainer in Austin (Texas).

## Posities op deWTA-ranglijst
Positie per einde seizoen:
| jaar | rang enkelspel | rang dubbelspel |
| ---- | -------------- | --------------- |
| 1996 | 449            | –               |
| 1997 | 154            | 415             |
| 1998 | 107            | 239             |
| 1999 | 93             | 261             |
| 2000 | 71             | 123             |
| 2001 | 290            | –               |
| 2002 | 151            | 101             |
| 2003 | 888            | 351             |

## Resultaten grandslamtoernooien
| Legenda | Legenda                          |
| ------- | -------------------------------- |
| g.t.    | geen toernooi gehouden           |
| l.c.    | lagere categorie                 |
| –       | niet deelgenomen                 |
| G       | uitgeschakeld in de groepsfase   |
| 1R      | uitgeschakeld in de eerste ronde |
| 2R      | uitgeschakeld in de tweede ronde |
| 3R      | uitgeschakeld in de derde ronde  |
| 4R      | uitgeschakeld in de vierde ronde |
| KF      | uitgeschakeld in de kwartfinale  |
| HF      | uitgeschakeld in de halve finale |
| F       | de finale verloren               |
| W       | het toernooi gewonnen            |
| w-v     | winst/verlies-balans             |

### Enkelspel
| toernooi        | 1995 |    | 1997 | 1998 | 1999 | 2000 | 2001 | 2002 |
| --------------- | ---- | -- | ---- | ---- | ---- | ---- | ---- | ---- |
| Australian Open | –    | –  | –    | 2R   | 1R   | 1R   | –    |      |
| Roland Garros   | –    | –  | –    | 1R   | –    | –    | –    |      |
| Wimbledon       | –    | –  | –    | 2R   | 3R   | –    | 1R   |      |
| US Open         | 1R   | 2R | 2R   | 1R   | 1R   | –    | 1R   |      |

### Vrouwendubbelspel
| toernooi        | 1998 | 1999 |    | 2002 | 2003 |
| --------------- | ---- | ---- | -- | ---- | ---- |
| Australian Open | –    | –    | –  | 1R   |      |
| Roland Garros   | –    | –    | –  | –    |      |
| Wimbledon       | 1R   | –    | –  | –    |      |
| US Open         | –    | 1R   | 1R | –    |      |